# Kazuki Nagasawa
Kazuki Nagasawa (Prefectura de Chiba, 16 de desembre de 1991) és un futbolista japonès que actualment juga de centrecampista al Urawa Reds de la Lliga japonesa de futbol. Va començar com a futbolista al Yokohama F. Marinos i el seu actual club és el Urawa Reds. Va debutar amb la selecció del Japó el 14 de novembre de 2017 contra la selecció de Bèlgica.

## Estadístiques
| Selecció del Japó | Selecció del Japó | Selecció del Japó |
| Anys              | Partits           | Gols              |
| ----------------- | ----------------- | ----------------- |
| 2017              | 1                 | 0                 |
| Total             | 1                 | 0                 |